# Матчины
Матчины — дворянский род.
Фамилии Матчиных Фёдор, Семён и Сергей Ивановы дети Матчины, от Государя Царя и Великого Князя Михаила Фёдоровича за службу и за Московское осадное сидение в 1618 году, пожалованы вотчинами и на оные грамотою. Равным образом и другие многие сего рода Матчиных, Российскому Престолу служили дворянские службы в разных чинах я жалованы были от Государей поместьями.
Подьячий Матчин (неизвестный по имени) — воевода в Чебоксарах (1627—1630).

## Описание герба
Щит разделён на четыре части, из них первая и четвёртая разрезаны перпендикулярно надвое, имеют красное и голубое поля, на которых означены: в верхнем с правой стороны, а в нижнем с левой в красном поле горизонтально по четыре серебряных полосы, а на голубом поле по одной серебряной стреле, вверх летящей.
Во второй части: в верхней половине в красном поле два серебряных стремени, а в нижней в серебряном поле горизонтально положена ветвь с плодами. В третьей части в серебряном же поле три красных стропила.
Щит увенчан дворянскими шлемом и короной. Нашлемник: рука в латах, держащая серебряную стрелу. Намёт на щите голубой и красный, подложенный серебром. Герб рода Матчиных внесён в Часть 6 Общего гербовника дворянских родов Всероссийской империи, стр. 47.